# Petrus Michaelis Fecht
Petrus Michaelis Stockholmensis, även kallad Fecht, död (drunknad) 1576 i Östersjön utanför Bornholm, var en katolsk teolog och reformator av okänd härkomst, som tjänstgjorde under kung Johan III. 

## Biografi
1557 begav sig Fecht till Rostock för studier vid universitetet. Efter studier i Wittenberg blev han magister.
1561 fick Fecht tjänst hos kung Johan III. Han var lärjunge till Melanchton och delade Johan III:s uppfattning att en utjämning mellan katolicismen och lutherdomen borde ske. Fecht deltog i utarbetandet av Nova ordinatia ecclesiastica (1575, Ny kyrkoordning) och Liturgia suecanae ecclesiae (1576). Den senare kallades Röda boken och var en ny gudstjänstordning. Fecht avreste 1576 tillsammans med Pontus De la Gardie som sändebud till Rom, enligt uppgift med hemligt syfte att ordna med biskopsvigning åt Fecht. Han omkom dock vid ett skeppsbrott vid Bornholm.